# Dierre
Dierre és un municipi francès, situat al departament de l'Indre i Loira i a la regió de Centre – Vall del Loira. L'any 2007 tenia 564 habitants.

## Demografia

### Població
El 2007 la població de fet de Dierre era de 564 persones. Hi havia 220 famílies, de les quals 51 eren unipersonals (20 homes vivint sols i 31 dones vivint soles), 63 parelles sense fills, 94 parelles amb fills i 12 famílies monoparentals amb fills.
La població ha evolucionat segons el següent gràfic:
Habitants censats

### Habitatges
El 2007 hi havia 266 habitatges, 221 eren l'habitatge principal de la família, 23 eren segones residències i 22 estaven desocupats. 257 eren cases i 4 eren apartaments. Dels 221 habitatges principals, 170 estaven ocupats pels seus propietaris, 43 estaven llogats i ocupats pels llogaters i 8 estaven cedits a títol gratuït; 3 tenien una cambra, 15 en tenien dues, 36 en tenien tres, 63 en tenien quatre i 104 en tenien cinc o més. 188 habitatges disposaven pel capbaix d'una plaça de pàrquing. A 82 habitatges hi havia un automòbil i a 127 n'hi havia dos o més.

### Piràmide de població
La piràmide de població per edats i sexe el 2009 era:
| Homes | Edats   | Dones |
| ----- | ------- | ----- |
| 0     | 95 o +  | 0     |
| 0     | 90 a 94 | 0     |
| 0     | 85 a 89 | 8     |
| 0     | 80 a 84 | 4     |
| 8     | 75 a 79 | 8     |
| 12    | 70 a 74 | 20    |
| 12    | 65 a 69 | 4     |
| 4     | 60 a 64 | 12    |
| 8     | 55 a 59 | 0     |
| 16    | 50 a 54 | 16    |
| 20    | 45 a 49 | 16    |
| 12    | 40 a 44 | 8     |
| 32    | 35 a 39 | 32    |
| 24    | 30 a 34 | 24    |
| 20    | 25 a 29 | 28    |
| 12    | 20 a 24 | 16    |
| 16    | 15 a 19 | 8     |
| 32    | 10 a 14 | 20    |
| 20    | 5 a 9   | 12    |
| 20    | 0 a 4   | 16    |

## Economia
El 2007 la població en edat de treballar era de 365 persones, 291 eren actives i 74 eren inactives. De les 291 persones actives 269 estaven ocupades (142 homes i 127 dones) i 23 estaven aturades (7 homes i 16 dones). De les 74 persones inactives 35 estaven jubilades, 25 estaven estudiant i 14 estaven classificades com a «altres inactius».

### Ingressos
El 2009 a Dierre hi havia 220 unitats fiscals que integraven 586,5 persones, la mediana anual d'ingressos fiscals per persona era de 18.780 €.

### Activitats econòmiques
Dels 17 establiments que hi havia el 2007, 3 eren d'empreses de construcció, 6 d'empreses de comerç i reparació d'automòbils, 1 d'una empresa de transport, 2 d'empreses d'hostatgeria i restauració, 1 d'una empresa d'informació i comunicació, 1 d'una empresa immobiliària, 1 d'una entitat de l'administració pública i 2 d'empreses classificades com a «altres activitats de serveis».
Dels 4 establiments de servei als particulars que hi havia el 2009, 1 era un paleta, 1 fusteria, 1 restaurant i 1 agència immobiliària.
L'únic establiment comercial que hi havia el 2009 era una carnisseria.
L'any 2000 a Dierre hi havia 18 explotacions agrícoles que ocupaven un total de 240 hectàrees.

## Equipaments sanitaris i escolars
El 2009 hi havia una escola elemental.

## Poblacions més properes
El següent diagrama mostra les poblacions més properes.